# Mishan
Mishan är en stad på häradsnivå som lyder under Jixis stad på prefekturnivå i Heilongjiang-provinsen i nordöstra Kina. Den ligger omkring 420 kilometer öster om provinshuvudstaden Harbin.